# Shintarō Harada
Shintarō Harada (japanisch 原田 慎太郎 Harada Shintarō; * 8. November 1980 in der Präfektur Saitama) ist ein ehemaliger japanischer Fußballspieler.

## Karriere
Harada erlernte das Fußballspielen in der Schulmannschaft der Toin Gakuen High School. Seinen ersten Vertrag unterschrieb er 1999 bei den Yokohama F. Marinos. Der Verein spielte in der höchsten Liga des Landes, der J1 League. 2000 wurde er mit dem Verein Vizemeister der J1 League. Für den Verein absolvierte er 16 Erstligaspiele. 2002 wechselte er zum Zweitligisten Omiya Ardija. 200 wechselte er zum Drittligisten Otsuka Pharmaceutical (heute: Tokushima Vortis). 2004 wurde er mit dem Verein Meister der Japan Football League und stieg in die J2 League auf. Für den Verein absolvierte er 51 Spiele. Im Juli 2005 wechselte er zum Drittligisten ALO's Hokuriku. Für den Verein absolvierte er 38 Spiele.

## Erfolge
Yokohama F. Marinos
- J1 League

Vizemeister: 2000
- J.League Cup

Sieger: 2001